# William M. Kaula
William M. kaula (Sídney, 19 de mayo de 1926-Los Ángeles, 1 de abril de 2000) fue un geofísico y profesor australiano.

## Biografía
Se graduó de West Point (la principal escuela militar de Estados Unidos) en 1948 con una licenciatura en ingeniería militar. Posteriormente, sirvió en el Cuerpo de Ingenieros del Ejército de los Estados Unidos, donde dirigió un estudio topográfico de Nueva Bretaña, en una isla del Pacífico. En 1953, Kaula obtuvo una maestría en geodesia por la Universidad Estatal de Ohio. En 1958, fue nombrado jefe de la División de Geodesia del Servicio de Mapas del Ejército. De 1960 a 1963, fue investigador científico en el Centro de Vuelo Espacial Goddard de la NASA.
Fue profesor de geofísica en el Instituto de Geofísica y Física Planetaria de la UCLA (1963-1992). Participó en varias misiones de la NASA, incluyendo como investigador principal del Altímetro Láser en las misiones Apolo 15, 16 y 17. Kaula fue miembro de la Junta de Ciencias Espaciales del Consejo Nacional de Investigación en dos ocasiones. De 1984 a 1987 dirigió el Servicio Geodético Nacional de la Oficina Nacional de Administración Oceánica y Atmosférica. Recibió la medalla Whitten de la Unión Americana de Geofísica, el premio Brouwer de la Sociedad Astronómica Estadounidense, la beca Guggenheim (1978), y la medalla de la NASA por logros científicos excepcionales (1983). Fue elegido miembro de la Academia Nacional de Ciencias por sus contribuciones científicas a pesar de no tener un doctorado, un caso excepcional. El asteroide 5485 Kaula lleva su nombre. La Unión Americana de Geofísica instituyó el premio William Kaula (2003) en su honor.